# طابع البريد والإيرادات

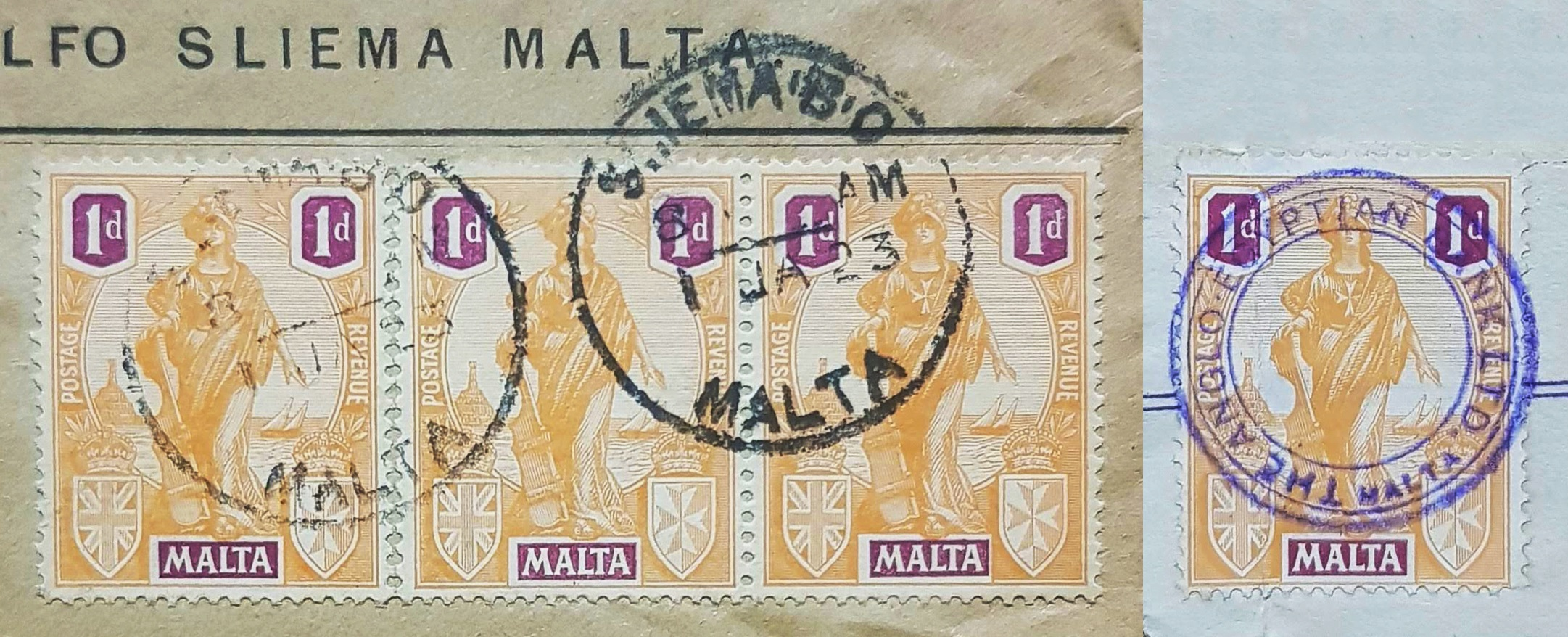
طابع مالطي من عام 1922 من إصدار مليتا يستخدم طابعًا بريديًا (شريط من ثلاثة طوابع يحمل ختم بريد سليمة) وطابع إيرادات (طابع فردي يحمل ختم بنك أنجلو مصري)

طابع البريد والإيرادات ويسمى أحيانًا أيضًا طابعًا مزدوج الغرض أو طابعًا مركبًا هو طابع صالح للاستخدام لأغراض البريد أو الإيرادات. وكانت هذه الوثائق في كثير من الأحيان -ولكن ليس دائمًا- تحمل نقشًا مثل "البريد والإيرادات". كانت الطوابع ذات الغرض المزدوج شائعة في المملكة المتحدة والإمبراطورية البريطانية خلال القرنين التاسع عشر والعشرين، ولا تزال تستخدم في بعض البلدان حتى أوائل القرن الحادي والعشرين.
عادةً ما تحمل الطوابع ذات الغرض المزدوج المستخدمة للأغراض البريدية ختمًا بريديًا، في حين أن تلك المستخدمة كإيرادات تحمل شكلًا من أشكال الختم المالي.

## الاستخدام في الإمبراطورية البريطانية والكومنولث

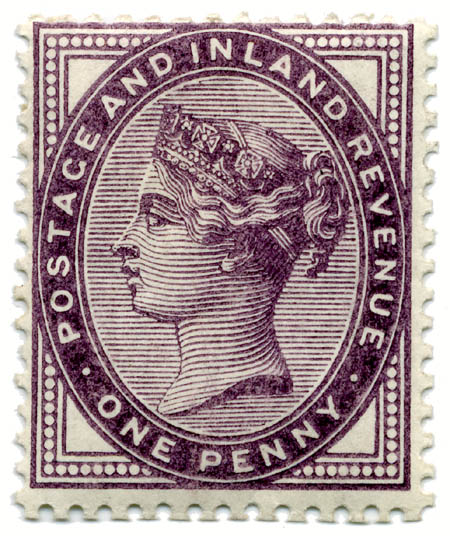
طابع بني ليلك لعام 1881 - أول طابع مزدوج الغرض في المملكة المتحدة

في عام 1881 صدر قانون الجمارك والإيرادات الداخلية في المملكة المتحدة ونص على أنه «يمكن الإشارة إلى رسوم الطوابع التي تبلغ قيمتها بنسًا واحدًا بطوابع بريدية والعكس صحيح». وأدى هذا إلى إصدار طوابع مزدوجة الغرض، بدءً من إصدار بيني ليلك لعام 1881 وإصدار ليلك آند غرين «أرجواني وأخضر» لعامي 1883 و1884. كان الأول يحمل نقش «البريد والإيرادات الداخلية» في حين حمل الثاني نقش «البريد والإيرادات». وبالإضافة إلى ذلك أصبحت طوابع البريد وطوابع مصلحة الضرائب الداخلية صالحة لكلا الغرضين. وكانت العديد من الطوابع البريطانية التي تصل قيمتها إلى 2أس6دي صالحة للاستخدام البريدي والمالي حتى عام 1968، وكانت معظم الطوابع النهائية وبعض الطوابع التذكارية الصادرة خلال هذه الفترة تحمل نقشًا مناسبًا.

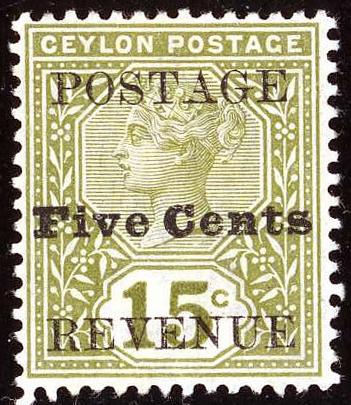
طابع بريد سيلان مطبوع عليه طابع مزدوج الغرض في عام 1890

بدأ استخدام الطوابع ذات الغرض المزدوج في مختلف مستعمرات الإمبراطورية البريطانية في القرن التاسع عشر. فبعض طوابع البريد أو الطوابع الضريبية لم تكن تحمل نقشًا يشير إلى الاستخدام المقصود منها، وكانت تستخدم بشكل غير رسمي لكلا الغرضين. وفي ثمانينيات القرن التاسع عشر سمحت بعض المستعمرات رسميًا بالطوابع ذات الغرض المزدوج، في حين أصبحت بعض طوابع الإيرادات الموجودة صالحة للاستخدام البريدي. وأصدرت معظم المستعمرات البريطانية طوابع بريدية تحمل نقوشًا مثل «البريد والإيرادات» بين أواخر القرن التاسع عشر وأوائل القرن العشرين، كما قامت بعض البلدان مثل سيلان بطباعة تلك النقوش على مخزونات موجودة مسبقاً من الطوابع البريدية. وكانت بعض الطوابع ذات القيمة العالية والتي تحمل هذه النقوش مخصصة في المقام الأول للاستخدام المالي حيث كانت تستخدم حصريًا وبدرجة تقريبية لهذا الغرض، ولكن نقوشها جعلتها نظريًا أيضًا طوابع بريدية ومن ثم أدرجت في كتالوجات الطوابع البريدية.
في بعض الحالات خلقت مسألة الطوابع ذات الغرض المزدوج مشاكل تتعلق بتقسيم الدخل الناتج ما بين مكتب البريد والخزانة. وتحولت بعض المستعمرات مثل مالطا وناتال عدة مرات بين وجود إصدارات منفصلة وإصدارات ذات غرض مزدوج.
بعد أواخر ثلاثينيات القرن العشرين أسقطت العديد من المستعمرات نقش «البريد والإيرادات» من طوابعها، لكن العديد من الطوابع ظلت صالحة للاستخداميْن. كما تستمر بعض المستعمرات البريطانية الحالية أو السابقة مثل مونتسيرات ونيفيس في إصدار طوابع مزدوجة الغرض في أوائل القرن الحادي والعشرين.

## الاستخدام في بلدان أخرى

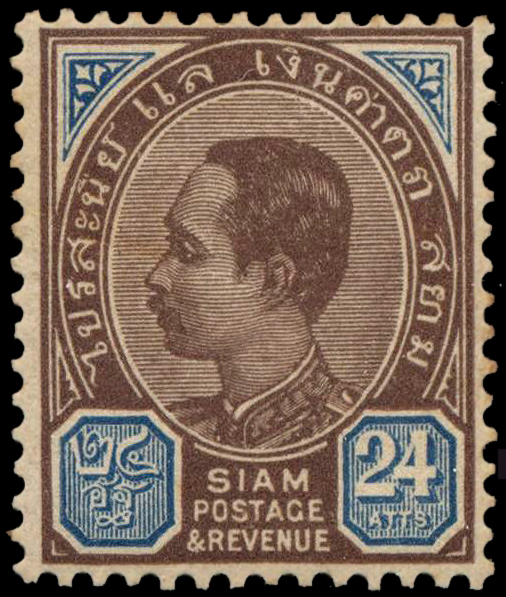
طابع بريدي تايلاندي من عام 1899

نقشت عبارة «البريد والإيرادات» على بعض طوابع تايلاند الصادرة بين عامي 1887 و1904. كما سمحت بعض البلدان مثل أيسلندا باستخدام طوابع البريد لأغراض مالية معينة دون وضع نقش على الطوابع نفسها.

## المجموعة
يفضل هواة جمع الطوابع بشكل عام الطوابع ذات الغرض المزدوج والتي كانت تستخدم لأغراض بريدية بدلاً من تلك التي كانت تستخدم كإيرادات. ونتيجة لهذا تميل الطوابع المستخدمة ماليًا إلى أن تكون أرخص من تلك المستخدمة عبر البريد.

## الملاحظات
1. ↑  مثل طابع ملغى بالقلم أو ختم اليد أو الطباعة التجارية
2. ↑  كطوابع مالية بريدية
3. ↑  and Anguilla
4. ↑  المعروفة آنذاك باسم سيام